# Harry's Bar (film)
Harry's Bar è un film documentario del 2015 diretto da Carlotta Cerquetti.